# بخش توکهور
بخش توکهور، یکی از بخش‌های شهرستان میناب در استان هرمزگان ایران است. مرکز این بخش، شهر هشت‌بندی است.

## تقسیمات کشوری
- بخش توکهور 
  - دهستان چراغ‌آباد
  - دهستان توکهور

شهر: هشت‌بندی

## جمعیت
بر پایه سرشماری عمومی نفوس و مسکن در سال ۱۳۹۵، جمعیت بخش توکهور برابر با ۳۱٬۴۴۳ نفر بوده‌است.